# مارزبان (گیاه)
مارزبان، سرخس مارزبان (نام علمی: Ophioglossum vulgatum) نام یک گونه از تیره مارزبانیان است.